# Hudson Canyon

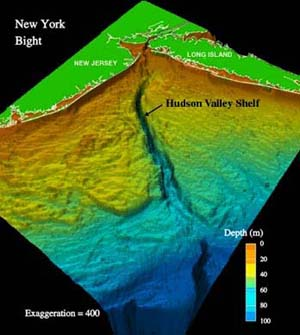
Una rappresentazione a colori del Hudson Canyon sul margine continentale fuori New York e il New Jersey alla foce del fiume Hudson.

Il canyon Hudson è un canyon sottomarino che inizia dal poco profondo sbocco del porto di New York (alla foce del fiume Hudson) e si estende verso il largo per oltre 400 miglia nautiche (circa 450 miglia o 750 km) attraverso la piattaforma continentale, per sfociare nella fossa oceanica a una profondità tra i 3 e i 4 km sotto il livello del mare.
Il canyon comincia come un canale naturale di diversi chilometri di larghezza, come una depressione di 20–40 m nel Hudson Channel dirigendosi a sud del faro di Ambrose, snodandosi attraverso una gola di circa 1 km di profondità nella rottura della piattaforma, e scendendo rapidamente lungo il pendio continentale. Nella parte superiore e nelle prossimità fondale della zona più profonda del canyon sono stati registrati flussi di circa 30 cm/s (1 km/h) varianti a seconda della marea. Il limo, la sabbia e il fango trasportati dal fiume Hudson, scorrono nel canyon per uscire a grandi profondità.
Il canyon reale è collocato circa 160 km a est della foce dell'omonimo fiume, al largo della costa del New Jersey. Le sue pareti sono alte ¾ di miglio, rendendolo comparabile al Grand Canyon, i cui dirupi sono profondi più di un miglio e lunghi 430 km. L'Hudson è il più grande canyon che si conosca della costa est degli USA, oltre che uno dei più grandi al mondo. Il canyon si trova vicino all'isobata dei 100 metri ed è profondo 2.200 m misurandolo dalla base del pendio continentale. A più di 80 km di distanza da dove inizia la pendenza media del fondale è di 1,5°. In questo punto il canyon è largo 12 km (dal bordo est a quello ovest) e profondo 1,1 km dal bordo al fondale scavato nella piattaforma continentale. Il fondale del canyon è largo meno di 500 m alla sommità del pendio per arrivare a 900 m in fondo.
Il canyon si è formato durante l'ultima era glaciale, più di 10.000 anni fa, quando il livello del mare era circa 120 metri più basso e la foce del Hudson era vicino al margine della piattaforma continentale, circa 160 km a est di dove si trova ora. I sedimenti portati dal fiume hanno aiutato a scavare il canyon, insieme alle valanghe sottomarine di fango e sabbia. Mappe recenti hanno rivelato una straordinaria rete di affluenti di drenaggio subacqueo sorprendentemente simile ai fiumi terrestri. Le correnti dovute alla marea spazzano in entrambe le direzioni il canale; durante le grandi tempeste, l'acqua fredda del oceano viene spinta lungo il canyon per spargersi sulla piattaforma. In questo modo il canyon è continuamente scavato dai sedimenti che viaggiano al suo interno.
Si suppone che nel canyon ci siano residui dell'inquinamento e degli scarichi di quando le fognature di New York City e i suoi rifiuti venivano scaricati direttamente nel fiume. Se ciò fosse vero, gran parte del fondale della fossa oceanica potrebbe essere coperto dai fanghi creati dagli scarti industriali. Sono stati fatti piani scientifici per usare le nuove mappe del canyon per monitorare l'inquinamento dovuto a sei discariche abbandonate fuori da porto di New York.
Si crede che i canyon sottomarini contengano vasti giacimenti di idrato di metano (un promettente combustibile pulito, sorgente naturale di energia creduto risiedere a temperature vicino a quelle di congelamento e sotto altissima pressione dovuta all'acqua e da uno strato di sedimenti che lo ricopre) sebbene non esista ancora una tecnologia per estrarlo. Questi depositi di metano sono sparpagliati sotto il fondale dell'oceano per molti milioni di km² in questa e in altre aree del mondo. Alcuni scienziati stanno studiando il fatto che le sacche di metano al disotto del fondale subacqueo possono causare frane sottomarine che possono produrre tsunami. Le frane nel Hudson Canyon inoltre potrebbero danneggiare i cavi per le telecomunicazioni che permettono a molte nazioni la comunicazione oltreoceano.